# NK Primorac 1929 Stobreč
NK Primorac 1929 nogometni je klub iz Stobreča. U sezoni 2023./24. se natječe u 1. ŽNL Splitsko-dalmatinska.

## Povijest kluba
Klub je osnovan u rujnu 1929. godine a prvi predsjednik bio je Frane Perasović (1929. – 1933.). Utemeljitelji kluba bili su: Ante Stipinović, Tomislav Slavko Perasović, Frane Perasović, Mirko Stipinović, kojemu je povjerena i dužnost trenera, i drugi. Prvu nogometnu loptu u Stobreč donio je iz Amerike Duje Perasović. 
Nosio je sponzorska imena Primorac SEM-TEM 1994. i 1995., AS Mario 1996.
Najveći uspjeh kluba bilo je natjecanje u 1. HNL. Zbog manjka financijskih sredstava pokrenut je stečajni postupak nad klubom te je pao u najniži rang natjecanja, nakon čega je osnovan novi klub pod imenom Primorac 1929. U sezoni 2001./2002. klub je bio prvak 3. HNL – Jug.

## Igrači koji su igrali za reprezentaciju

### Hrvatska
- Slaven Bilić, 44 nastupa
- Tomislav Erceg, 4 nastupa
- Mario Bazina, 1 nastup

### Slovenija
- Boško Bošković, 27 nastupa

### Singapur
- Mirko Grabovac, 7 nastupa

## Treneri koji su igrali za reprezentaciju
- Ivan Gudelj, 33 nastupa
- Luka Peruzović, 18 nastupa

## Nastupi u 1. HNL
- 1993./94. – 14. mjesto
- 1994./95. – 14. mjesto

## Igralište
Primorac igra na stadionu u Blatu koji se nalazi na ulazu u Stobreč. U posljednje vrijeme stadion se obnavlja. Kapacitet stadiona je oko 1.500 sjedećih mjesta.

## Vanske poveznice
- NK Primorac Stobreč statistika